# 295-я мотострелковая Херсонская дивизия
295-я мотострелковая Херсонская ордена Ленина Краснознамённая ордена Суворова дивизия (в/ч 39486) — воинское соединение Советской армии.

## История
Дивизия была создана в 1957 году как 49-я мотострелковая дивизия, на базе 49-й стрелковой дивизии. В 1964 году была переименована в 295-ю мотострелковую Херсонскую дивизию, как преемница 295-й стрелковой Херсонской дивизии. Дивизия была дислоцирована в Азербайджанской ССР и входила в состав 4-й армии.
После распада СССР в 1992 году техника дивизии была передана Министерству обороны Азербайджана, личный состав был выведен в Россию, дивизия была расформирована. Часть личного состава дивизии (азербайджанской национальности) вошла в состав Вооруженных сил Азербайджана.

## Состав на 1990-й год
- 135-й мотострелковый полк (Баку, Сальянские казармы);
- 139-й мотострелковый полк (Баку);
- 140-й мотострелковый полк (Кусары);
- 298-й танковый полк (Гюздек);
- 1090-й артиллерийский полк (Баку);
- 1056-й зенитный артиллерийский полк;
- 961-й отдельный ракетный дивизион;
- 777-й отдельный разведывательный батальон (Баку);
- 546-й отдельный батальон связи (Баку);
- 224-й отдельный инженерно-саперный батальон (Гюздек);
- 631-й отдельный батальон химической защиты;
- 348-й отдельный ремонтно-восстановительный батальон (Гюздек);
- 1557-й отдельный батальон материального обеспечения;
- 142-й отдельный медицинский батальон.

139-й и 140-й мотострелковые полки были кадрированными — по 100 человек в полку. Из трех мотострелковых полков дивизии один был полком на БМП, один — на БТР и один бронетехникой для мотострелков не располагал. В мотострелковых полках были не танковые батальоны, а танковые роты. Вся ствольная артиллерия дивизии была буксируемой. 
Всего на 19 ноября 1990 года в дивизии было 139 танков (124 Т-72, 1 Т-62, 11 Т-55, 3 Т-54); 160 БТР (143 БТР-70, 17 БТР-60); 157 БМП (51 БМП-2, 88 БМП-1, 16 БРМ-1К), 74 орудия Д-30, 15 миномета ПМ-38, 12 РСЗО БМ-21 «Град».

## Командиры
- Генерал-майор Казанцев, Константин Николаевич (?—1972);
- Генерал-майор Кофтунов, Александр Васильевич (1972—1975);
- Генерал-майор Лейфура, Николай Павлович (1975—1979);
- Генерал-майор Фарфилов, Владимир Иванович (1979—1984);
- Генерал-майор Антонов, Ю.Н.;
- Генерал-майор Скоблов, Валерий Николаевич[2].